# Meslay-le-Grenet
Meslay-le-Grenet – miejscowość i gmina we Francji, w Regionie Centralnym, w departamencie Eure-et-Loir.
Według danych na rok 1990 gminę zamieszkiwały 302 osoby, a gęstość zaludnienia wynosiła 34 osoby/km² (wśród 1842 gmin Centre, Meslay-le-Grenet plasuje się na 839. miejscu pod względem liczby ludności, natomiast pod względem powierzchni na miejscu 1210.).